# Геворкян, Армен
Арме́н Геворкя́н (арм. Արմեն Գևւորգյան) — советский и армянский боксёр, представитель лёгкой и полусредней весовых категорий. Выступал за сборные СССР и Армении в первой половине 1990-х годов, обладатель бронзовой медали чемпионата Европы, бронзовый призёр чемпионата СССР, чемпион Армении, участник чемпионата мира в Берлине.

## Биография
Армен Геворкян жил и занимался боксом в Ереване, Армянская ССР.
Первого серьёзного успеха на всесоюзном уровне добился в сезоне 1990 года, когда в лёгкой весовой категории выиграл бронзовую медаль на чемпионате СССР в Луцке. В составе советской сборной одержал победу на открытом чемпионате Франции в Сен-Назере, уже в полусреднем весе.
В 1992 году отметился победой на чемпионате Армении в Ереване в категории до 63,5 кг.
Наивысшего успеха в своей спортивной карьере добился в сезоне 1993 года, когда вошёл в состав армянской сборной и выступил на чемпионате Европы в Бурсе — благополучно преодолел стадии 1/8 и 1/4 финала полусреднего веса, тогда как в полуфинале со счётом 3:12 потерпел поражение от представителя Турции Нурхана Сулейманоглу. Таким образом, завоевал бронзовую награду.
В 1995 году принимал участие в чемпионате мира в Берлине, в стартовом поединке полусреднего веса со счётом 19:5 взял верх над датчанином Томасом Дамгардом, но затем в 1/16 финала был остановлен французом Нордином Муши — досрочно во втором раунде. После этого мирового первенства больше не участвовал в крупных боксёрских турнирах.